# Belvianes-et-Cavirac

Belvianes-et-Cavirac este o comună în departamentul Aude din sudul Franței. În 1 ianuarie 2022 avea o populație de 259 de locuitori.